# Maksymiljan Goldstein

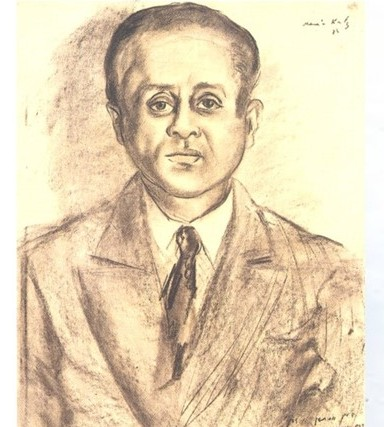
Porträt Maksymiljan Goldsteins, von Manet-Katz, 1932, Kohlezeichnung

Maksymiljan Goldstein (* 9. Dezember 1880 in Lwów, Galizien, Österreich-Ungarn; † Dezember 1942) war ein polnischer Bankier, Numismatiker und Sammler von Judaica.

## Biografie
Goldstein wurde in der galizischen Stadt Lwów als Sohn des Schneiders Hersch Goldstein und seiner Ehefrau Elka (Eliza) Fradel, geb. Baum, geboren. Ihm wurde der jiddische Name Mordechai gegeben, registriert wurde er indes als Maksymiljan. Einer seiner Vorfahren war der berühmte Rabbi Schmuel Ha-Lewi, Rabbiner der Synagoge Goldene Rose in Lemberg.
Nach einer Banklehre, die er vermutlich 1905 abschloss, arbeitete er in einer Reihe von Banken seiner Heimatstadt: Stroh, Sokal, Lilien und in den Lemberger Filialen des Österreichischen Kreditverbandes und der Warschauer Diskontbank.
1914 verließ Goldstein zu Beginn des Ersten Weltkrieges Lemberg und begab sich nach Wien. Hier war er in einer Kreditanstalt für Handel und Industrie tätig. Seine junge Verlobte, Nusia-Fanny Löwenkron, die 1896 in Lemberg geboren wurde, begleitete ihn nach Wien. Am 21. März 1915 heirateten sie dort.
Im Spätsommer 1917 kehrten beide zurück nach Lemberg, wo kurz darauf ihre Tochter Lilia geboren wurde. Ihr folgte später 1924 eine zweite Tochter, Irena. Die Kriegsjahre 1918/19 verbrachte Goldstein mit seiner Familie in Krakau, kehrte dann im Januar 1920 wieder zurück nach Lemberg. Über die folgenden Jahre bis 1941/42 weiß man nur von seiner Tätigkeit als Sammler und Initiator eines künftigen jüdischen Museums.
Die Zeiten erst der sowjetischen (1939), dann der deutschen Besetzung Galiziens ab 1941 bedrohten erst sein Lebensprojekt und beendeten schließlich gewaltsam sein Leben. Unter den ersten Besatzern durfte er zunächst noch Interimsleiter des Jüdischen Museums sein, das alsbald in das Museum für Kunsthandwerk integriert werden sollte, unter den zweiten versuchten renommierte Museumsleiter wie Ilarion Swjenzizkyj ihn auf alle erdenkliche Weise mit Eingaben zu schützen. Im Dezember mussten die Goldsteins aber ins Lemberger Ghetto in die Panenska-Straße 9 umziehen. Im Oktober 1942 wurde Goldstein schließlich in das Zwangsarbeitslager Lemberg-Janowska deportiert und im Dezember hingerichtet.

## Sammler und Museumsinitiator
Bereits im Oktober 1908 in die Gesellschaft der Numismatiker Wiens aufgenommen und bald diesbezüglicher Sachverständiger vor Gericht, begann Goldstein ab 1910 vor allem galizische Judaica zu sammeln: Anfang 1910 trug er der Kahal (Gemeindeversammlung) den Plan vor, das erste jüdische Museum Galiziens zu gründen. In seiner Wohnung im elitären Neubauviertel Lembergs, ul. Nowy Świat 15, Wohnung 6, gründete er ein Privatmuseum. 
Wiederholte Initiativen begleiteten fortan die Realisierung des Plans: Flugblattaktionen (1911), Ausstellungsplanungen (1920), Erforschung der jüdischen Friedhöfe der Region, eine Ausstellung alter jüdischer Buchdrucke (1928), Gründung einer Gesellschaft der Freunde eines jüdischen Museums in Lemberg (1931).
Nach den Jahren der Inflation bzw. Weltwirtschaftskrise fand im März und April 1933 eine Ausstellung jüdischer Kunst statt, deren Grundlage nun die Sammlungen des Arztes Marek Reichenstein (1876–1932) waren. Seine Sammlung wurde schließlich als Depositum das Ausstellungsgut des am 17. Mai 1934 in der Bernsteinstraße 12 pompös eröffneten Jüdischen Museums in Lwiw.
Goldstein investierte unterdessen all seine Kräfte in die Fertigstellung des 1929 begonnenen Katalogs seiner Sammlung, Jüdische Volkskultur und Volkskunst in Polen, der 1935 gemeinsam mit dem Dichter und Kunstkritiker Karol Dresdner verfasst, mit einem Vorwort des Historikers Majer Balaban und englischen, französischen und deutschen Nachworten reich bebildert erschien.
Im Juli 1941 ging Goldsteins Sammlung, zu der auch eine große Kollektion von Exlibris gehörte, als Depositum in den Besitz des Lemberger Museums für Ethnologie und Kunsthandwerk über, durfte aber zunächst an der bisherigen Adresse bleiben und das Ehepaar Goldstein wurde mit der jüngsten Tochter zu Kuratoren der Sammlung bestimmt. Bis in den Herbst 1942 durfte sich Goldstein, inzwischen im Ghetto wohnend, als Museumsmitarbeiter noch weiter frei in Lemberg bewegen.
Die Sammlung Goldsteins verblieb aufgeteilt in verschiedenen Museen Lembergs. Ab 2017 gibt es Initiativen, ein nach dem ursprünglichen Initiator benanntes Jüdisches Maksymiljan-Goldstein-Museum Lwiw zu gründen. Professor Yohanan Petrovsky-Shtern, einer der Förderer dieses Projekts, betreute die Herausgabe von zwei 2024 erschienen Katalogen einer Serie von Bänden des künftigen Museums: eines zu jüdischen Fotografen und Fotostudios und eines zum jüdischen Architekturerbe Lembergs.

## Publikationen
- 1913 veröffentlichte Goldstein in der Gazeta Lwowska einen Beitrag über Exlibris.
- mit Karol Dresdner, Kultura i sztuka ludu żydowskiego na ziemiach polskich. Nakł. Maksymiljana Goldsteina, Lwów 1935; 208 Seiten. Nachdruck, Wydawnictwa Artystyczne i Filmowe, Warschau 1991 online.